# Vidiadhar Naipaul
Vidiadhar Surajprasad Naipaul, Kt. (Chaguanas, 17 de agosto de 1932 - Londres, 11 de agosto de 2018) foi um escritor britânico, nascido em Trindade e Tobago, de ascendência indiana.

## Biografia
Foi o segundo de sete filhos. Seu avô paterno havia emigrado da Índia na década de 1880 como servo contratado para trabalhar nas plantações de açúcar em Chaguanas. Seu pai, Seepersad, era repórter do jornal The Trinidad Guardian e aspirante a escritor de ficção que, na infância, teve a sorte de frequentar a escola; o tio mais velho foi enviado para trabalhar nos canaviais por oito centavos por dia, e a tia permaneceu analfabeta. Sua mãe, Droapatie Capildeo, vinha de uma família grande e próspera, e quando Naipaul tinha seis anos, a família se mudou com eles para uma casa grande em Port of Spain.
Ele falava de sua infância como "bem horrível" e sua família como "terrível... muito grande, com gente demais. Viajou para Londres em 1950 graças a uma bolsa do governo, para estudar inglês no University College, Oxford.
Apesar de sonhar com a carreira literária desde criança, encontrou dificuldades. Abandonou dois romances ao se formar e começou a trabalhar no Serviço Mundial da BBC, editando e apresentando o programa semanal Caribbean Voices. Ali, na sala dos freelancers, usou as memórias de infância em Port of Spain para escrever. Seu romance de estreia, em 1957, ganhou o prêmio Jonathan Llewellyn Rhys. Logo, começou a descrever sociedades "incompletas" em comparação com a Europa. Convidado em 1960 pelo governo de Trinidad e Tobago para visitar as ilhas às suas custas, Naipaul passou cinco meses viajando pelas Índias Ocidentais e publicou um relato de sua viagem dois anos depois; a obra, apesar de elogiado, não via com bons olhos a vida na Índias Ocidentais.
Inspirado em parte pela vida de seu próprio pai, sua obra mais famosa, A House for Mr Biswas (1961), ganhou aclamação mundial, contando a história do personagem-título lutando pelo sucesso em uma ampla variedade de carreiras, mas frequentemente falhando.
Ele também viajou por longos períodos pela Índia e pela África. Nas quatro décadas seguintes, Naipaul explorou o legado do colonialismo, acumulando uma série de prêmios enquanto transitava entre ficção e não ficção, oferecendo retratos sombrios da Índia, África e Islã em sua série de relatos de viagem.
Casou-se em 1955 com Patricia Ann Hale, a qual conhecera em Oxford, e permaneceram casados até seu falecimento em 1996, vítima de um câncer. Eles não tiveram filhos. Sir Vidiadhar Naipaul casou-se pouco depois com Nadira Khannum Alvi, uma jornalista paquistanesa divorciada, mais de 20 anos mais nova que ele. Em 2003, Naipaul adotou a filha de Nadira, Maleeha, que tinha então 25 anos.
Naipaul morreu em sua casa em Londres em 11 de agosto de 2018. Antes de morrer, ele leu e discutiu o poema de Lord Tennyson, Crossing the Bar, com aqueles que estavam ao seu lado.

## Interpretações de sua obra
Sobre os relatos que Naipaul fez das Índias Ocidentais, o poeta de Santa Lúcia, Derek Walcott, mesmo considerando sua escrita brilhante, duvidava dos resultados de um relato visto através de "espelhos vitorianos".
“Tudo é feito para parecer tocante e ridículo”, escreveu ele. “As pessoas que ele encontra têm um pathos excêntrico e desesperado. Mais frequentemente, são vulgares, e podemos imaginar o Sr. Naipaul recuando aterrorizado diante da exuberância delas.”
Para o professor Edward Said, Naipaul tornou-se "uma testemunha da acusação ocidental", argumentando que 
"nós, 'não brancos', somos a causa de todos os nossos problemas". Não só ele "não estava nem um pouco interessado no Terceiro Mundo", argumentou Said, como seus relatos eram "ignorantes, analfabetos e cheios de clichês... O relato de Naipaul sobre os mundos islâmico, latino-americano, africano, indiano e caribenho ignora completamente uma infusão maciça de estudos críticos sobre essas regiões em favor das mitologias coloniais mais banais, baratas e fáceis sobre wogs e negrinhos".
Seus escritos sobre a África atraíram críticas de muitos que se incomodaram com seus retratos dos africanos. O escritor nigeriano Chinua Achebe o chamou de "um novo fornecedor dos velhos mitos reconfortantes" do Ocidente branco.

Segundo David Pryce-Jones, escrevendo seu perfil no Nobel, após deixar a comédia dos primeiros textos, V. S. Naipaul recusou a vitimização e privilegiou o indivíduo livre como caminho para a igualdade:
O espírito cômico ainda está presente, embora submerso em seus livros posteriores sob um sombrio senso de tragédia. Naipaul escreveu sobre escravidão, revolução, guerrilhas, políticos corruptos, os pobres e os oprimidos, interpretando as fúrias tão profundamente enraizadas em nossas sociedades. Muito antes de outros, ele começou a relatar o frenesi irracional desencadeado nas últimas duas décadas pela religião no mundo islâmico, do Irã à Indonésia e ao Paquistão. Esse fenômeno também foi um recuo da história para um mito egoísta. A autopiedade possui os fundamentalistas islâmicos de forma tão absoluta que eles são capazes de ignorar todo o resto. No entanto, Naipaul também observou com profunda perspicácia que mesmo os mais fanáticos entre eles sabem que o Ocidente sempre estará lá definindo os padrões objetivos e que eles nada podem fazer a respeito. Eles são dignos de pena por uma fúria tão impotente.

[...] Outros escritores nascidos no exterior se estabeleceram aqui e enriqueceram nossa literatura, mas nunca houve um como Naipaul. Sua história pessoal é comovente; suas realizações, extraordinárias. Há uma grande moral na obra de sua vida: a de que a comédia humana sempre dará certo porque, no fim das contas, o intelecto é mais poderoso do que a vicissitude e a maldade.
No obituário do The New York Times, Rachel Donadio comentou:
Comparado em vida a Conrad, Dickens e Tolstói, ele também foi alvo de críticas, principalmente daqueles que interpretaram suas representações da desordem no Terceiro Mundo como apologias ao colonialismo.

No entanto, o Sr. Naipaul não isentou nem o colonizador nem o colonizado de seu escrutínio. Ele escreveu sobre a arrogância e a autoexaltação dos colonizadores, mas expôs o autoengano e as ambiguidades éticas dos movimentos de libertação que varreram a África e o Caribe em seu rastro. Ele trouxe à sua obra a urgência moral e a atenção de um romancista às vidas e aos triunfos individuais.

## Controvérsias
Sua reputação sofreu depois que ele anunciou ao New Yorker em 1994 que tinha sido "um grande prostituto" durante seu casamento com Hale, e decaiu ainda mais em 2008 após admitir ao seu biógrafo Patrick French um longo caso com Margaret Gooding, no qual ele era "muito violento". Após 24 anos de relação com Gooding, ele a deixou após o falecimento de Hale e se casou dois meses depois com Lady Nadira. Ele também revelou que sentia que havia acelerado a morte de sua primeira esposa, ao admitir publicamente, quando ela combatia um câncer, que havia procurado prostitutas: "A confissão a consumiu. Acho que teve todas as recaídas e todo o resto depois disso... Poderia dizer que eu a matei".
Crítico do Islã, acreditava que as sociedades islâmicas levam à tirania. Ele comparou o "efeito calamitoso" do islamismo ao colonialismo em 2001.
No final da década de 1990, se desentendeu notoriamente com o autor Paul Theroux, de quem fora mentor trinta anos antes. Theroux passou a criticar a escrita de Naipaul e este se distanciou de seu protegido. Apenas em 2011 os dois se reuniram e resolveram suas diferenças.
Em 2011, Sir Naipaul afirmou que "em um ou dois parágrafos" ele poderia dizer se um texto "era de uma mulher ou não", pois isso se devia ao "sentimentalismo feminino, à visão limitada do mundo". Segundo ele, não há nenhuma escritora igual a ele – e destacou Jane Austen como uma crítica específica. Antes disso, ele já havia criticado as principais autoras indianas por sua "banalidade" no tema do legado do colonialismo britânico.
Sobre a literatura contemporânea em castelhano, afirmou que ela não é interessante e que os escritores latino-americanos são culpados de "negligencia intelectual". Do escritor espanhol Pío Baroja disse que seu Zalacaín, O aventureiro é "uma autêntica tolice" e do argentino Jorge Luis Borges afirmou: "Sua poesia é de escape. Engrandece o passado com falsidades. Deveria reconhecer que sua história é esquálida".

Naipaul tinha o hábito de ler livros sobre arquitetura e, por isso, descobriu os brasileiros Lucio Costa e Oscar Niemeyer. Em julho de 2002, escreveu:
“Em 1994, fui ao Brasil e vi a horrenda arquitetura de Niemeyer que tanto admiram. Entrei em um dos edifícios desenhados por ele em São Paulo. Os nossos passos faziam um barulho tremendo. Um ruído insuportável. Ele havia se limitado a projetá-lo em uma folha de papel e o haviam construído com concreto: tudo se podia fazer à base de concreto. É uma loucura elogiá-lo. O melhor que os brasileiros deviam fazer era pôr este edifício abaixo”.

## Honrarias
- 1958 - John Llewellyn Rhys Prize, por The Mystic Masseur[12]
- 1961 - Prémio Somerset Maugham, por Miguel Street[13]
- 1968 - WH Smith Literary Award, por The Mimic Men[14]
- 1971 - Booker Prize, por In a Free State[15]
- 1983 - Prémio Jerusalém
- 1986 - T. S. Eliot Award for creative writing[16]
- 1993 - David Cohen Prize for Literature[17]
- 1990 - Cruz da Trindade[18]
- 1990 - Knight Bachelor[19][20]
- 2001 - Prêmio Nobel de Literatura, "por ter unido narrativa perspicaz e escrutínio incorruptível em obras que nos compelem a ver a presença de histórias suprimidas"[21]

Também recebeu doutorados honorários da Universidade de Cambridge e da Universidade de Columbia e títulos honorários das universidades de Cambridge, Londres e Oxford.

## Obras
Ficção
- The Mystic Masseur (1957)
- The Suffrage of Elvira (1958) - Em Português O Sufrágio de Elvira (1958)
- Miguel Street (1959) - Em Português Miguel Street
- A House for Mr Biswas (1961) - Em Português: Uma Casa para o Sr. Biswas (1961)
- Mr. Stone and the Knights Companion (1963)
- The Mimic Men (1967)
- A Flag on the Island (1967)
- In a Free State (1971) – Prémio Booker - Em Português: Num país livre (1971)
- Guerrillas (1975) - Em Português: Guerrilheiros (1975)
- A Bend in the River (1979) - Em Português: A Curva do rio
- The Enigma of Arrival (1987) - Em Português: O Enigma da Chegada
- A Way in the World (1994)
- Half a Life (2001) - Em Português: Uma vida pela metade
- The Nightwatchman's Occurrence Book: And Other Comic Inventions (Stories) – (2002)
- Magic Seeds (2004) - Em Português Sementes mágicas

Não Ficção
- The Middle Passage: Impressions of Five Societies – British, French and Dutch in the West Indies and South America (1962)
- An Area of Darkness (1964)
- The Loss of El Dorado (1969)
- The Overcrowded Barracoon and Other Articles (1972)
- India: A Wounded Civilization (1977)
- A Congo Diary (1980)
- The Return of Eva Perón and the Killings in Trinidad (1980)
- Among the Believers: An Islamic Journey (1981)
- Finding the Centre: Two Narratives (1984)
- A Turn in the South (1989)
- India: A Million Mutinies Now (1990)
- Beyond Belief: Islamic Excursions among the Converted Peoples (1998) - Em Português: Para além da crença: digressões islâmicas entre povos convertidos
- Between Father and Son: Family Letters (1999, edited by Gillon Aitken)
- The Masque of Africa (2010) - Em Português: A Máscara de África: vislumbres da crença africana